# Budjonny (Pferd)
Der Budjonny ist eine Warmblutpferderasse aus Russland.
Hintergrundinformationen zur Pferdebewertung und -zucht finden sich unter: Exterieur, Interieur und Pferdezucht.

## Exterieur
Budjonnys entstanden aus Kreuzungen der Rassen Donpferd und Englisches Vollblut. Kruppe und Hals sind sehr muskulös, der Kopf edel, die Beine lang und dünn. Der Widerrist ist hoch und ausgeprägt. Der Schweif ist hoch angesetzt, die Hufe sind hart. Mähne und Schweif sind mittellang und dünn. An Fellfarben findet man bei Budjonnys hauptsächlich Füchse und Braune, aber auch Rappen. Besonders die Füchse haben oft einen metallischen Goldglanz im Fell, den man bei vielen russischen Rassen finden kann. Die Gangarten sind raumgreifend, der Galopp ausdauernd und schnell.

## Interieur
Budjonnys weisen Charaktermerkmale der Pferderassen auf, von denen sie abstammen – englische Vollblüter und Donpferde. Budjonnys haben einen starken Charakter, hohe Intelligenz und sind sehr temperamentvoll, was einen erfahrenen Menschen im Umgang mit den Pferden erfordert. Budjonnys gelten als Ein-Mann-Pferde, was bedeutet, dass die Vertrauensperson eines solchen Pferdes auf die Verlässlichkeit und Mitarbeit seines vierbeinigen Partners zählen kann, während es auf unbekannte Personen eher zurückhaltend reagiert. Fohlen wachsen in Russland freilaufend in der Steppe auf, das fördert ihre große Ausdauer und Trittsicherheit und macht sie zu guten Geländepferden. Durch ihre Intelligenz sind sie Reitpferde, die mitdenken und in schwierigem Gelände selbständig ihren Weg suchen. Durch diese Eigenschaften wie auch die halbwilde Aufzucht in Russland begegnen sie Fremden misstrauisch. Eine neue Bezugsperson muss sich das Vertrauen und die Mitarbeit des Budjonnys erst verdienen. Eine Haltungsform mit großen, auch ganzjährigen Auslaufmöglichkeiten kommt dem Bewegungsdrang des Budjonnys entgegen und ist wegen seiner Robustheit unproblematisch.

## Zuchtgeschichte
In den 1920er-Jahren wurde die Rasse von Marschall Semjon Michailowitsch Budjonny als Kavalleriepferd begründet. Er kreuzte Don-Pferd und Englische Vollblüter. Zuchtziel war ein rittiges, schnelles Pferd, das ganzjährig in Herdenhaltung in der Steppe leben konnte. 1948 wurde die Rasse offiziell anerkannt. Früher hauptsächlich als Reitpferd in der Armee eingesetzt, sind Budjonnys heute eine in Russland weit verbreitete Rasse. Sie werden insbesondere für Springturniere, die großen Zulauf finden, eingesetzt. Ebenfalls erfolgreich sind sie in Galopprennen, so wurde das berüchtigte Pardubitzer Steeplechase schon von Budjonnys gewonnen. Innerhalb der Rasse verfolgt man heute eine Zuchtlinie für Rennen und eine für Turniere, die künftigen Zuchtpferde werden in ihrer jeweiligen Disziplin geprüft. Die größten und bekanntesten Gestüte für Budjonnys sind das Gestüt Budjonny und das Gestüt der 1. Reiterarmee („Pervaja Konnaja Armija“), die in den Salischen Steppen südlich der Stadt Rostow am Don liegen.
Der Budjonny wird mit einem Kaltbrand gekennzeichnet: am Hinterschenkel Gestütszeichen, in der Sattellage Jahrgang und Fohlennummer.